# Geographic Names Information System
Il Geographic Names Information System (GNIS) o Sistema d'Informazione dei Nomi Geografici, è un archivio che indicizza più di due milioni di riferimenti fisici e culturali da un capo all'altro degli Stati Uniti e dei territori da loro dipendenti.
Il GNIS fu elaborato dallo United States Geological Survey (o Istituto di rilevamento geologico degli Stati Uniti), che è un organismo governativo statunitense dedicato alle scienze delle Terra, in cooperazione con lo United States Board on Geographic Names (BGN) (Ufficio degli Stati Uniti per i nomi geografici), che è a sua volta un organismo del governo federale degli Stati Uniti il cui fine è di stabilire e di mantenere un uso uniforme dei nomi geografici dipendenti dall'autorità di governo statunitense.
Partecipa parimenti ai suoi lavori l'ufficio del censimento degli Stati Uniti che definisce i "luoghi designati dal censimento", che sono un sottoinsieme delle località della base dati dei nomi registrati nel National Geographic.
La circolare Publication 28 del 1997 dello United States Postal Service (Servizio postale degli Stati Uniti) istituisce una standardizzazione degli indirizzi negli Stati Uniti (toponimi, nomi di strade, abbreviazioni, ecc.).
Il GNIS accoglie e studia ogni proposta di cambiamento dei nomi delle località geografiche degli Stati Uniti. A tal fine le richieste devono essere corredate da motivazioni e da un elenco di sostenitori.